# Luftseilbahn Kräbel–Rigi Scheidegg
Die Luftseilbahn Kräbel–Rigi Scheidegg ist eine Luftseilbahn im Schweizer Kanton Schwyz am Nordosthang der Rigi oberhalb von Goldau.

## Lage
Die Talstation Kräbel steht neben der gleichnamigen Station der Zahnradbahn zwischen Arth-Goldau und Rigi Klösterli auf einer Höhe von 763 m ü. M., die Bergstation etwas östlich der Scheidegg auf 1642 m ü. M., in der Nähe mehrerer Gasthäuser. Die Bergstation befindet sich auf dem Gebiet des Bezirks Gersau. Die Fahrzeit beträgt etwa 6 Minuten.

## Geschichte

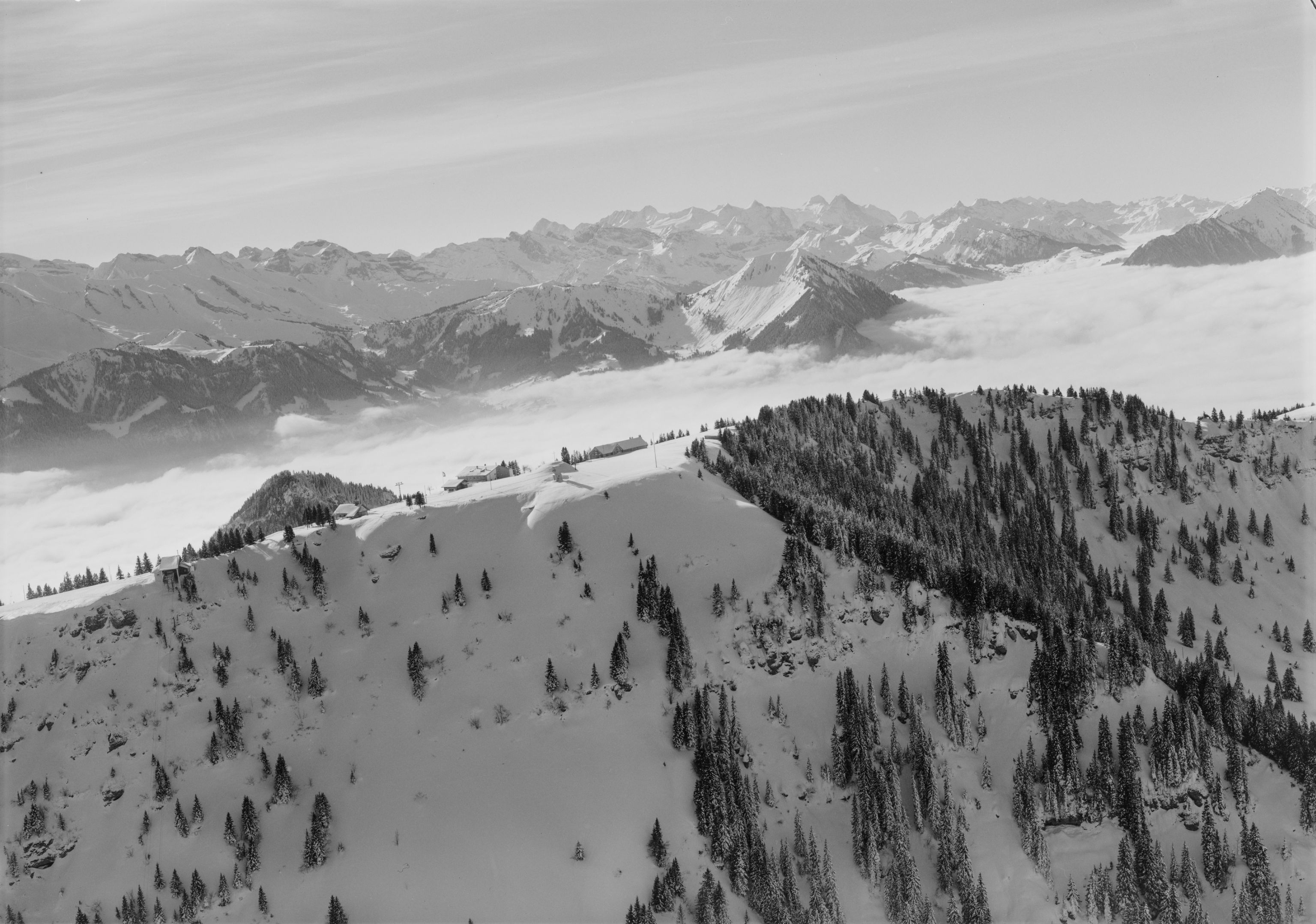
Luftbild Rigi Scheidegg mit Bergstation links (1967)

Die ursprüngliche Bahn war 1953 erstellt worden. Die Kabine hatte eine Kapazität von 5 Personen (1960: 10 Personen, seit 1985: 15 Personen). Bis 1931 war die Scheidegg durch die Rigi-Kaltbad-Scheidegg-Bahn erschlossen.
Im Dezember 2014 wurde die Luftseilbahn Kräbel–Rigi Scheidegg AG (LKRS AG) gegründet, um die Luftseilbahn von der Rigi-Scheidegg AG (RSAG) zu übernehmen und diese zu sanieren. 2017 wurde die komplett erneuerte Bahn eröffnet. Seit Ende 2017 figuriert die LKRS unter dem Dach der Rigi-Bahnen.